# 长梗瑞香
长梗瑞香（学名：Daphne pedunculata）为瑞香科瑞香属下的一个种。

## 扩展阅读
- 維基物種上的相關：长梗瑞香